# Passano gli Unni
Passano gli Unni è un film muto del 1916 diretto da Mario Caserini

## Trama
Una ragazza belga ed un giovane tedesco hanno avuto una appassionata relazione. Ma quando scoppia la guerra, l'esercito tedesco invade il Belgio anche se quel paese si era dichiarato neutrale. I due giovani si ritrovano così drammaticamente in una situazione cambiata. Lei perde il padre, ucciso dei soldati germanici, lui è diventato ufficiale dell'esercito invasore che si comporta in modo violento nei confronti anche dei civili. Per i loro sentimenti non potrà esserci futuro.
.

## Realizzazione del film
Dopo aver abbandonato sia la "Ambrosio Film" che la "Gloria Film", ed essersi recato in Spagna dove diresse per la società di produzione di Barcellona "Excelsa Film" tre pellicole interpretate da Leda Gys, il regista Caserini tornò a Torino dove, prima di rientrare a Roma per collaborare con la "Tiber Film", fondò la "Caserini Film" e proseguì con essa il suo sodalizio artistico con la Gys. Nella capitale piemontese, infatti, la dirige ancora in alcuni film prodotti da due società torinesi con cui egli associa la sua azienda. Passano gli Unni è uno di questi e la "Film manipulation Agency", è la società con cui Caserini produce anche L'amor tuo mi redime ed Amore che uccide.
Si tratta del secondo film di intento propagandistico diretto da Caserini, ma l'unico negli anni della grande guerra, dopo Infamia araba che egli aveva realizzato al tempo della conquista italiana della Libia. Passano gli Unni, però, non descrive episodi della guerra sul fronte italiano, ma si propone di rafforzare la fama di crudeltà dei tedeschi sul fronte francese e durante l'occupazione del Belgio. Il soggetto appartiene agli stessi autori, Emiliano Bonetti - un medico nella vita professionale - e l'insegnante e giornalista  Giovanni Monleone, entrambi genovesi, che avevano già scritto per Caserini il soggetto di Ma l'amor mio non muore, grande successo mondiale del 1913. La pellicola venne girata in tempi rapidissimi e, dopo qualche piccolo intervento della censura teso ad accentuarne lo spirito di propaganda, venne presentata nell'aprile del 1916 in prima contemporanea a Roma e Parigi dove ricevette accoglienze trionfali.
Il film è considerato perduto

## Accoglienza
Passano gli Unni ebbe accoglienze positive da parte della critica che, pur non potendo sottrarsi dall'esaltarne il valore patriottico, sottolineò come «Caserini, senza ricorrere ai soliti effettacci delle cinematografie patriottiche, più o meno profanatrici, è riuscito a rendere in pochi quadri il martirio di questa piccola nazione eroica e sublime». Qualche timido appunto fu mosso alla mancanza di scene di massa, che non rendeva giustificato il titolo, e sulla prolissità del racconto, ma comunque classificando il film «tra i più riusciti ed interessanti per il pubblico».